# Circonscription de Corfou
La circonscription de Corfou (en grec : Εκλογική περιφέρεια Κέρκυρας) est une circonscription législative de la Grèce. Elle correspond au territoire du nome de Corfou. Elle compte 110 828 électeurs inscrits en janvier 2015.

Situation de la circonscription de Corfou

## Élections législatives de mai 2012

### Résultats
La circonscription de Corfou élit trois députés en mai 2012. Les élections ont lieu au scrutin proportionnel plurinominal avec prime majoritaire et un seuil de représentation de 3 % des suffrages exprimés au niveau national.
63 981 électeurs se sont exprimés sur 109 485 inscrits, soit un taux de participation de 58,44 %. Parmi les vingt-deux listes candidates, trois listes obtiennent chacune un siège dans la circonscription.
| Rang | Liste                              | Nombre de voix | Pourcentage des voix | Nombre de sièges |
| ---- | ---------------------------------- | -------------- | -------------------- | ---------------- |
| 1    | SYRIZA                             | +12 113,       | 19,40 %              | 1                |
| 2    | Nouvelle Démocratie                | +11 425,       | 18,30 %              | 1                |
| 3    | Parti communiste de Grèce          | +08 003,       | 12,82 %              | 1                |
| 4    | Mouvement socialiste panhellénique | +07 390,       | 11,84 %              | 0                |
| 5    | Grecs indépendants                 | +05 588,       | 8,95 %               | 0                |
| 6    | Aube dorée                         | +04 540,       | 7,27 %               | 0                |
| 7    | Gauche démocrate                   | +03 534,       | 5,66 %               | 0                |

### Députés

#### SYRIZA
La liste de la SYRIZA est en tête et obtient un siège.
| Rang | Nom               | Nombre de voix |
| ---- | ----------------- | -------------- |
| 1    | Stefanos Samoïlis | +2 597,        |

#### Nouvelle Démocratie
La liste de la Nouvelle Démocratie est deuxième et obtient un siège.
| Rang | Nom           | Nombre de voix |
| ---- | ------------- | -------------- |
| 1    | Níkos Déndias | +4 471,        |

#### Parti communiste de Grèce
La liste du Parti communiste de Grèce est troisième et obtient un siège.
| Rang | Nom                      | Nombre de voix |
| ---- | ------------------------ | -------------- |
| 1    | Charalambos Charalambous | +4 643,        |

## Élections législatives de juin 2012

### Résultats
La circonscription de Corfou élit trois députés en juin 2012. Les sièges sont répartis à l'issue d'un scrutin proportionnel plurinominal avec prime majoritaire entre les listes ayant obtenu au moins 3 % des suffrages exprimés au niveau national.
62 342 électeurs se sont exprimés sur 109 358 inscrits, soit un taux de participation de 57,01 %. Parmi les seize listes candidates, trois listes obtiennent chacune un siège dans la circonscription.
| Rang | Liste                              | Nombre de voix | Pourcentage des voix | Nombre de sièges |
| ---- | ---------------------------------- | -------------- | -------------------- | ---------------- |
| 1    | SYRIZA                             | +21 115,       | 34,21 %              | 1                |
| 2    | Nouvelle Démocratie                | +15 041,       | 24,37 %              | 1                |
| 3    | Mouvement socialiste panhellénique | +06 511,       | 10,55 %              | 1                |
| 4    | Parti communiste de Grèce          | +04 358,       | 7,06 %               | 0                |
| 5    | Grecs indépendants                 | +04 306,       | 6,98 %               | 0                |
| 6    | Aube dorée                         | +04 047,       | 6,56 %               | 0                |
| 7    | Gauche démocrate                   | +03 355,       | 5,44 %               | 0                |

### Députés

#### SYRIZA
La liste de la SYRIZA est en tête et obtient un siège.
| Rang | Nom               |
| ---- | ----------------- |
| 1    | Stefanos Samoïlis |

#### Nouvelle Démocratie
La liste de la Nouvelle Démocratie est deuxième et obtient un siège.
| Rang | Nom           |
| ---- | ------------- |
| 1    | Níkos Déndias |

#### Mouvement socialiste panhellénique
La liste du Mouvement socialiste panhellénique est troisième et obtient un siège.
| Rang | Nom             |
| ---- | --------------- |
| 1    | Angéla Guérékou |

## Élections législatives de janvier 2015

### Résultats
La circonscription de Corfou élit trois députés en janvier 2015. Les sièges sont répartis à l'issue d'un scrutin proportionnel plurinominal avec prime majoritaire entre les listes ayant obtenu au moins 3 % des suffrages exprimés au niveau national.
63 161 électeurs se sont exprimés sur 110 828 inscrits, soit un taux de participation de 56,99 %. Parmi les seize listes candidates, deux listes obtiennent au moins un siège dans la circonscription.
| Rang | Liste                              | Nombre de voix | Pourcentage des voix | Nombre de sièges |
| ---- | ---------------------------------- | -------------- | -------------------- | ---------------- |
| 1    | SYRIZA                             | +27 721,       | 44,91 %              | 2                |
| 2    | Nouvelle Démocratie                | +13 514,       | 21,89 %              | 1                |
| 3    | Parti communiste de Grèce          | +04 280,       | 6,93 %               | 0                |
| 4    | Aube dorée                         | +03 521,       | 5,70 %               | 0                |
| 5    | Grecs indépendants                 | +03 433,       | 5,56 %               | 0                |
| 6    | La Rivière                         | +02 984,       | 4,83 %               | 0                |
| 7    | Mouvement socialiste panhellénique | +02 395,       | 3,88 %               | 0                |

### Députés
La répartition des sièges au sein de chaque liste élue dépend du nombre de voix obtenues individuellement par chaque candidat, suivant le système du vote préférentiel. Dans la circonscription de Corfou, les listes peuvent comporter jusqu'à cinq candidats. Les électeurs peuvent exprimer un vote préférentiel pour l'un des candidats sur la liste pour laquelle ils votent.

#### SYRIZA
La liste de la SYRIZA est en tête et obtient deux sièges.
| Rang | Nom               | Nombre de voix |
| ---- | ----------------- | -------------- |
| 1    | Stefanos Samoïlis | +8 506,        |
| 2    | Fotini Vaki       | +4 474,        |

#### Nouvelle Démocratie
La liste de la Nouvelle Démocratie est deuxième et obtient un siège.
| Rang | Nom             | Nombre de voix |
| ---- | --------------- | -------------- |
| 1    | Stefanos Guikas | +7 757,        |